# Пекінес
Пекінес — декоративна порода собак, виведена в Китаї, одна з найдавніших порід собак.

## Про породу
Пекінеси — малі пухнасті собаки, виведені в Стародавньому Китаї понад 2000 років тому. Їх назва походить від міста Пекін. Пекінеси потребують уваги. Особливої уваги вимагають очі пекінеса. Вони посаджені в очну ямку дуже неглибоко, тому краще постаратися уникати різких поштовхів і не перевтомлювати пса.
Самі китайці звуть пекінесів "собачками Фу". Пекінеси дуже шануються у Китаї. Вони символізують маленьких духів-охоронців.

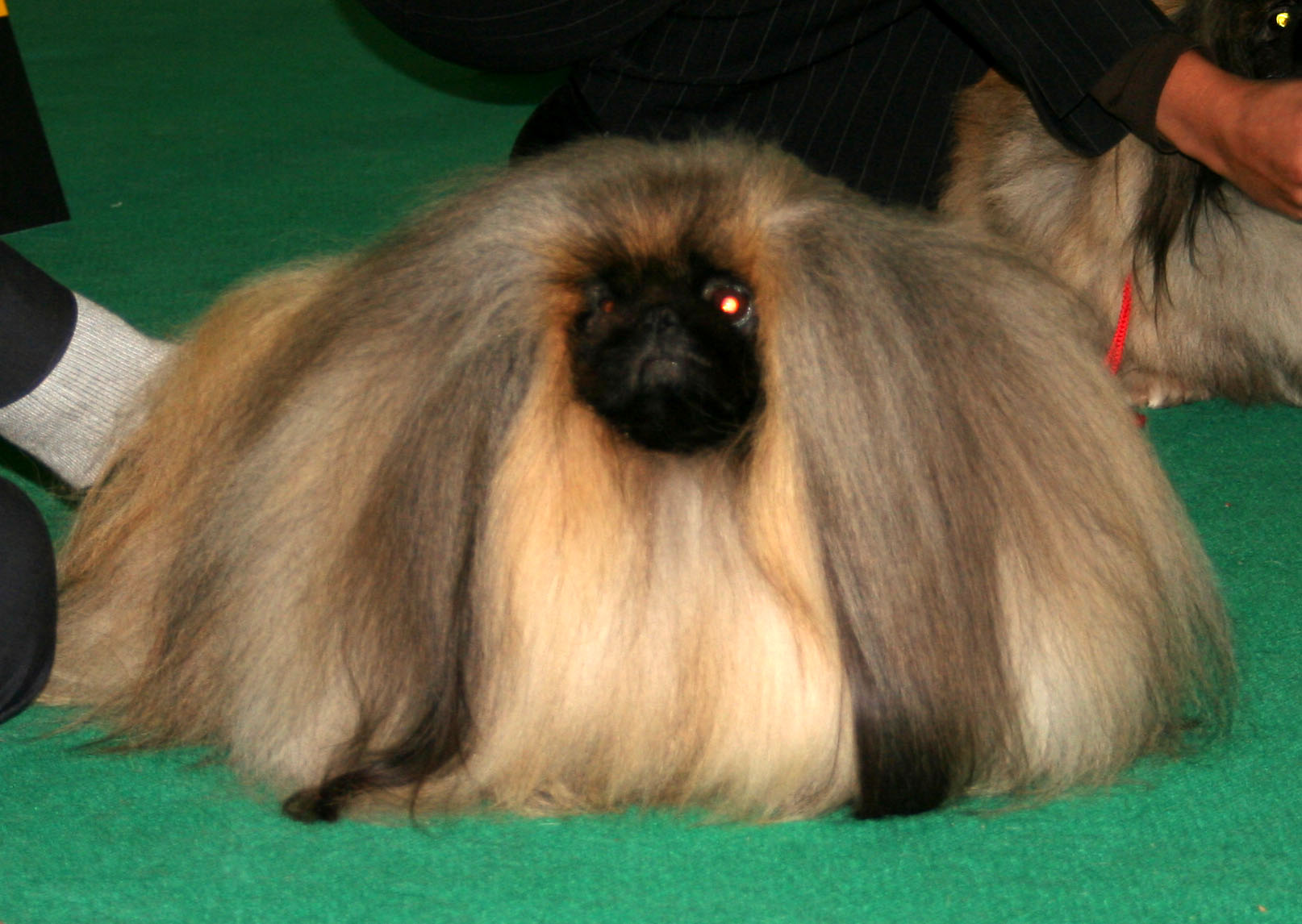
Пекінес на виставці

## Зовнішній вигляд

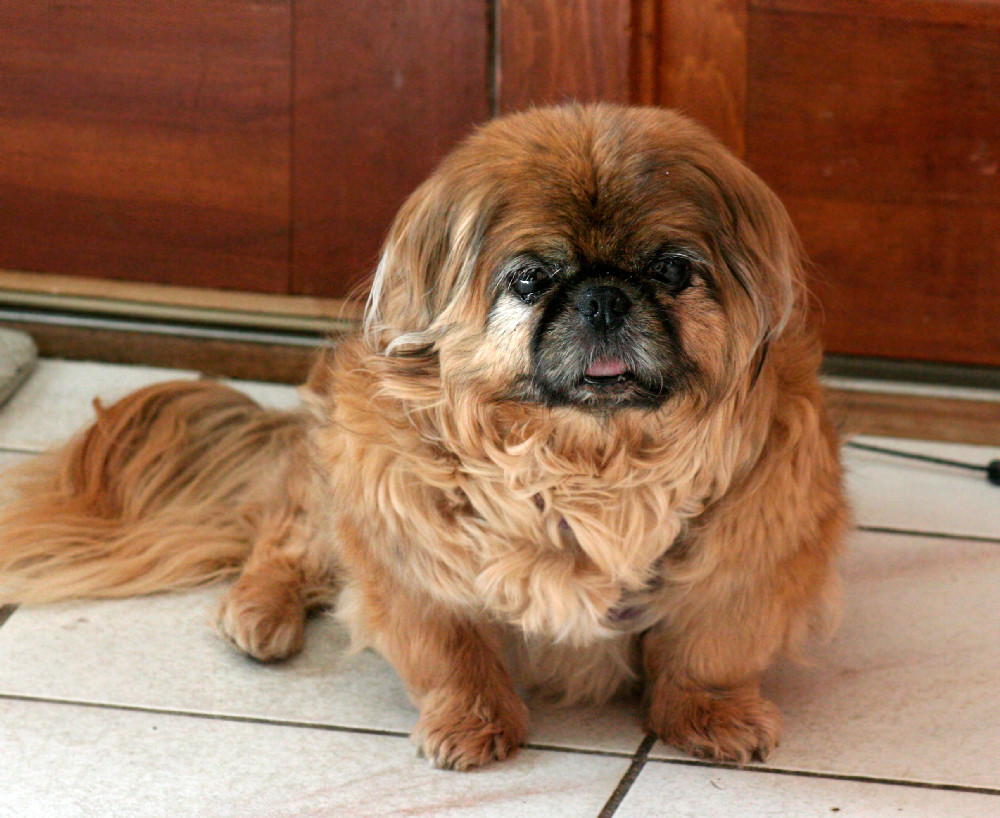
Пекінес у домогосподарстві

За весь час існування порода не зазнала суттєвих змін. Єдина відмінність у тому, що сучасні власники пекінесів і судді на собачих виставках віддають перевагу пекінесам з довшою шерстю (королівські), у порівнянні з шерстю середньої довжини.
Найпоширеніше забарвлення — чорно-рудий, більшість Вестмінстерських пекінесів саме цього забарвлення. Також зустрічаються чорні та палеві пекінеси (найрідкісніше забарвлення).
Морда у пекінесів майже завжди чорна, з глибокими карими очима або сірими. Можливо, колись була розвідна лінія англійських блакитних пекінесів (тобто візуально сірих). Собаки-альбіноси не відповідають стандарту породи.

## Відомі пекінеси

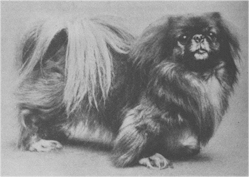

2011 року пекінес на ім'я Паггі, потрапив до Книги рекордів Гіннеса як володар найдовшого язика на планеті серед собак. Його довжина становить 11,43 см.